# Ermida de São Martinho (Castro Verde)
A Ermida de São Martinho é um monumento religioso e um sítio arqueológico no Município de Castro Verde, em Portugal.

## Descrição e história
A ermida está situada na zona do Olival de São Martinho, a cerca de dois quilómetros da sede do concelho, e perto de um campo de tiro.
O edifício apresenta várias semelhanças com a Capela de São Isidoro, na freguesia de Entradas, incluindo a volumetria simples e sóbria, a organização interna e as dimensões. A planta, de forma longitudinal, tem 13,30 m de comprimento por 4,80 m de largura, e é composta pela nave, de planta rectangular, e a capela-mor, de forma quadrangular, divididos por um arco triunfal de volta perfeita. Ambos os compartimentos possuem coberturas em abóbada de berço, executadas em tijolo de barro cozido, e as paredes foram construídas em alvenaria de pedra, tendo cerca de 0,60 m de espessura. Em termos decorativos, destacam-se as pinturas murais nas paredes do altar.
De acordo com os vestígios arqueológicos encontrados no local, este terá sido habitado originalmente pelo menos desde a Idade do Ferro até à Alta Idade Média, passando pelas épocas romana e islâmica. De acordo com o Plano Director Municipal de Castro Verde de 1992, foram encontrados vários vestígios romanos, incluindo fragmentos de cerâmica de construção e parte de um mosaico. O sítio da ermida pode ter sido ocupado por um templo paleocristão de pequenas dimensões, que terá funcionado até aos séculos VI ou VII 
Não se conhece ao certo a data de fundação da ermida, mas esta já é referida pelo registo de 1510 das Visitações da Ordem de Santiago ao termo de Castro Verde. Este documento refere que a ermida estava em más condições de conservação, sendo descrita como tendo 7.70 m de comprimento por 3.60 m de largura, com paredes de pedra e barro com cobertura em telha vã, não possuindo adro nem portas. Não se fazem quaisquer referências a pinturas murais nas paredes do altar, que tinha uma imagem de São Martinho em madeira, já muito antiga. Nos registos de 1565 o edifício continuou a ser descrito como estando em ruína, mas que não se podiam fazer obras devido à falta de fundos. Porém, devido às diferenças entre as descrições antigas e a aparência moderna da capela, esta terá sido desde então alvo de profundas obras, durante as quais foram modificadas as dimensões e as coberturas, e construída a capela-mor. O edifício ainda estava aberto ao culto no Século XIX, mas nos princípios do Século XXI já se encontrava totalmente ao abandono e em avançado estado de degradação, sendo utilizada como abrigo para gado. Em 1995 foi feito o levantamento do local, no âmbito da Carta Arqueológica de Castro Verde, e em 2016 foi novamente alvo de trabalhos arqueológicos, durante a elaboração da Carta do Património do Concelho de Castro Verde.